# Kartalinskij rajon
Il Kartalinskij rajon (in russo Карталинский район?) è un rajon dell'oblast' di Čeljabinsk, nella Siberia occidentale. Istituito nel 1926, il suo capoluogo è la città di Kartaly.